# Gregorio Bañaga
Gregorio M. Bañaga (Camiling, 25 mei 1893 - ?) was een Filipijns politicus.

## Biografie
Gregorio Bañaga werd geboren op 25 mei 1893 Camiling in de Filipijnse provincie Tarlac. Zijn ouders waren Timoteo Bañaga en Anselma Masilongan. Na het voltooien van de middelbare school in 1912 studeerde Bañaga rechten aan de Escuela de Derecho (Manila Law College), waar hij in 1916 zijn bachelor-diploma behaalde. 
Bañaga was van 1922 tot 1925 en van 1928 tot 1931 lid van het Filipijns Huis van Afgevaardigden namens het 1e kiesdistrict van Tarlac. Gedurende de laatste termijn in het Huis was hij bovendien de interim leider van de oppositie bij afwezigheid van Pedro Gil, in de periode dat  Verenigde Staten verbleef tijdens de onafhankelijkheid missie van het Filipijns parlement. In 1934 werd Bañaga namens Tarlac gekozen tot afgevaardigde op de Constitutionele Conventie waar de nieuwe Grondwet van de Filipijnen van 1935 werd besproken.
Bañaga was getrouwd met Nicanora Cruz en kreeg met haar drie kinderen.